# Laura Deloose
Laura Deloose, född den 18 juni 1993 i Bornem, är en belgisk fotbollsspelare.

## Karriär
Laura Deloose inledde sin seniorkarriär i RSC Anderlecht år 2012. En klubb hon vunnit sju ligatitlar med. Hon har även representerat det belgiska damlandslaget där hon debuterade år 2015.